# Coula edulis
Coula edulis är en tvåhjärtbladig växtart som beskrevs av Henri Ernest Baillon. Coula edulis ingår i släktet Coula och familjen Coulaceae. Inga underarter finns listade i Catalogue of Life.